# Hertigdömet Żagań

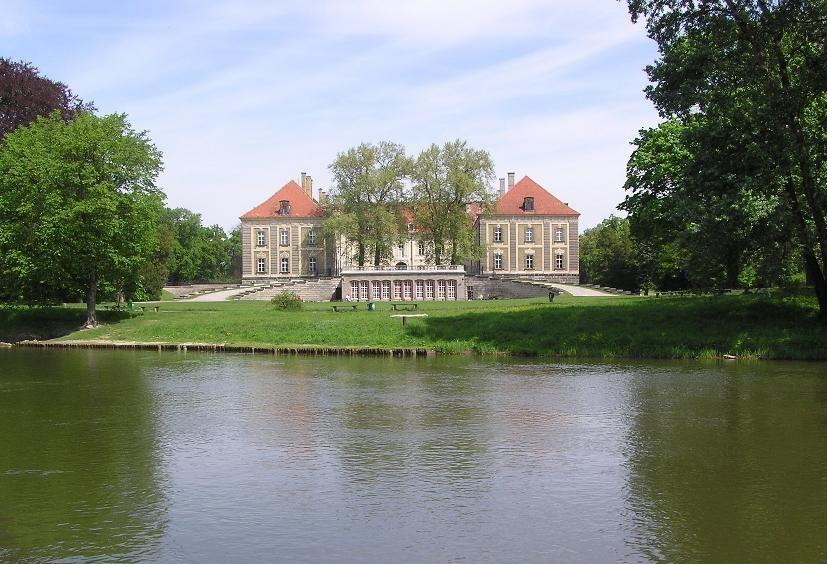
Żagańs slott, säte för hertigarna av Żagań.

Hertigdömet Żagań (polska: Księstwo żagańskie, tjeckiska: Zaháňské knížectví), även känt under det tyska namnet Hertigdömet Sagan (Herzogtum Sagan, franska: Duché de Sagan), var ett hertigdöme i Nedre Schlesien, med Żagań som huvudstad.
Hertigdömet avdelades ursprungligen från Hertigdömet Głogów 1274. Det omfattade regionen omkring staden Żagań, till Nowogród Bobrzański i norr och till Lausitzer Neisse i väster vid Przewóz. De två byarna Pechern och Neudorf, som ligger i dagens Tyskland väster om Lausitzer Neisse, tillhörde också det historiska hertigdömet, medan största delen ligger öster om Lausitzer Neisse i vad som idag är Lubusz vojvodskap i Polen.

## Historia

### Huset Piast
Från 1274, då det bildades genom delning av Hertigdömet Głogów, till 1329, styrdes hertigdömet Żagań som ett suveränt hertigdöme under huset Piast under Polens fragmentering. De schlesiska hertigdömena kom att frigöras från polsk överhöghet och från 1329 till 1472 var hertigarna vasaller under Kungariket Böhmen.

### Huset Wettin

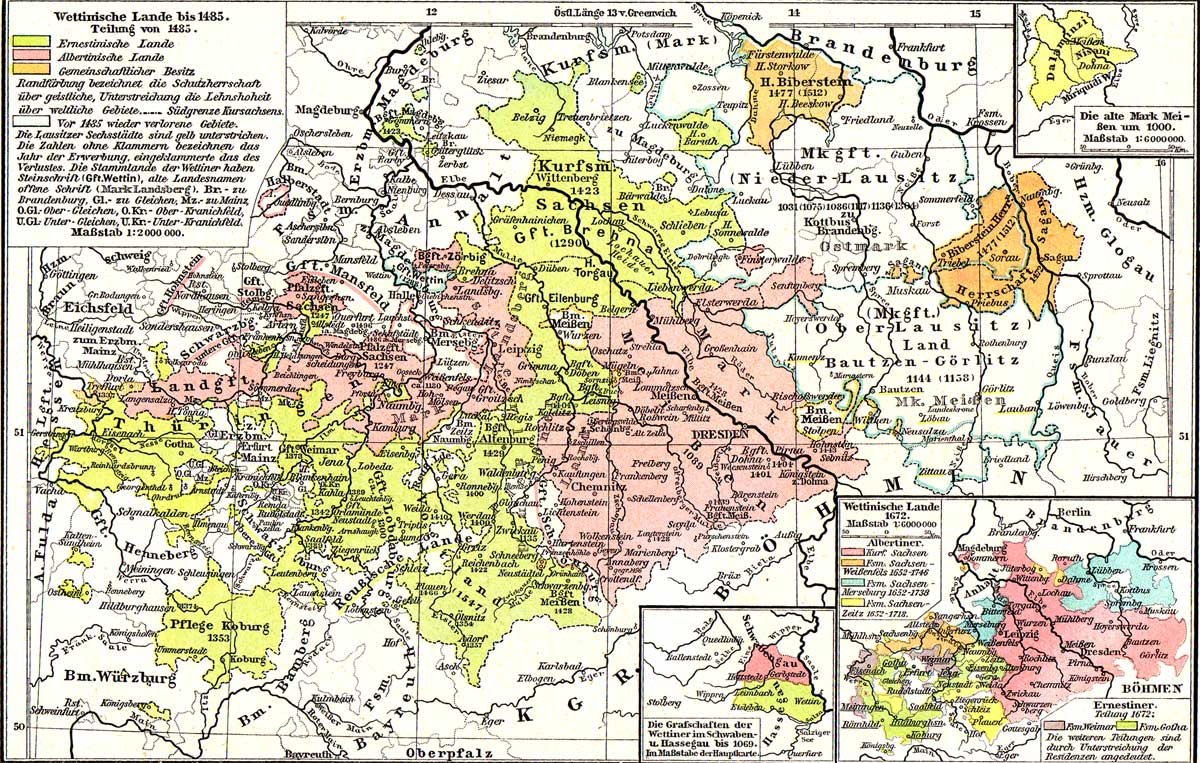
Hertigdömet markerat i orange till höger under huset Wettins regering, omkring 1485.

Mellan 1472 och 1549 tillhörde hertigdömet de albertinska hertigarna av Sachsen-Meissen, innan det av Ferdinand I drogs in till böhmiska kronan och knöts till Habsburgmonarkin.

### Under Habsburgmonarkin
Mellan 1628 och 1634 hölls hertigdömet som förläning av den kejserlige överbefälhavaren Albrecht von Wallenstein. Från 1646 fram till 1786 innehades hertigtiteln av den böhmiska adelsfamiljen Lobkowitz.

### Under Preussen
Genom Österrikiska tronföljdskriget kom hertigdömet att ingå i kungadömet Preussen från 1742. 1786 köptes hertigdömet av den kurländske hertigen Peter von Biron, vars tre döttrar Wilhelmine, Pauline och Dorothea i tur och ordning kom att ärva hertigdömet. Hertigdömet införlivades i den preussiska provinsen Schlesien 1815. Kung Fredrik Vilhelm IV av Preussen instiftade Furstendömet Sagan 1844 som preussiskt tronlän, med Dorothea von Biron som hertiginna. Titeln och hertigdömets ägor kom formellt att behålla en viss politisk och administrativ roll inom Preussen fram till 1935, då furstendömet slutligen avskaffades som administrativ enhet under Nazityskland. Dorotheas ättlingar inom den franska adelssläkten de Talleyrand-Périgord titulerade sig Duc de Sagan fram till att den hertigliga linjen dog ut 2003.

## Hertigar av Żagań

### Huset Piast
Hertigdömet Żagań regerades ursprungligen av en yngre gren av huset Piast, Żagańlinjen av de Schlesiska Piasterna, som i sin tur härstammade från Głogówlinjen.
- 1273/74–1304 Konrad II "den puckelryggige"
  - 1314–1319 pantsatt till markgreve Valdemar av Brandenburg
- 1319–1342 Henrik IV "den trogne", även hertig av Głogów
- 1342–1369 Henrik V "av järn", även hertig av Głogów
- 1369–1378 Henrik VI den äldre, hertig av Głogów, med de yngre bröderna:
  - Henrik VII Rumpold
  - Henrik VIII "Sparven"
- 1378–1393 Henrik VI den äldre
- 1393–1397 Henrik VII "Sparven"
- 1397-1403 Ruprecht I, hertig av Legnica, som regent
- 1403–1413 Johan I, som regent för sina yngre bröder
- 1413–1439 Johan I
- 1439–1450 Balthasar, med de yngre bröderna Rudolf, Wencel och Johan II
- 1450–1454 Balthasar med Rudolf (död 1454)
- 1454–1461 och 1467–1472 Balthasar (ensam)
- 1461–1467 och 1472 Johan II "den galne"

### Huset Wettin

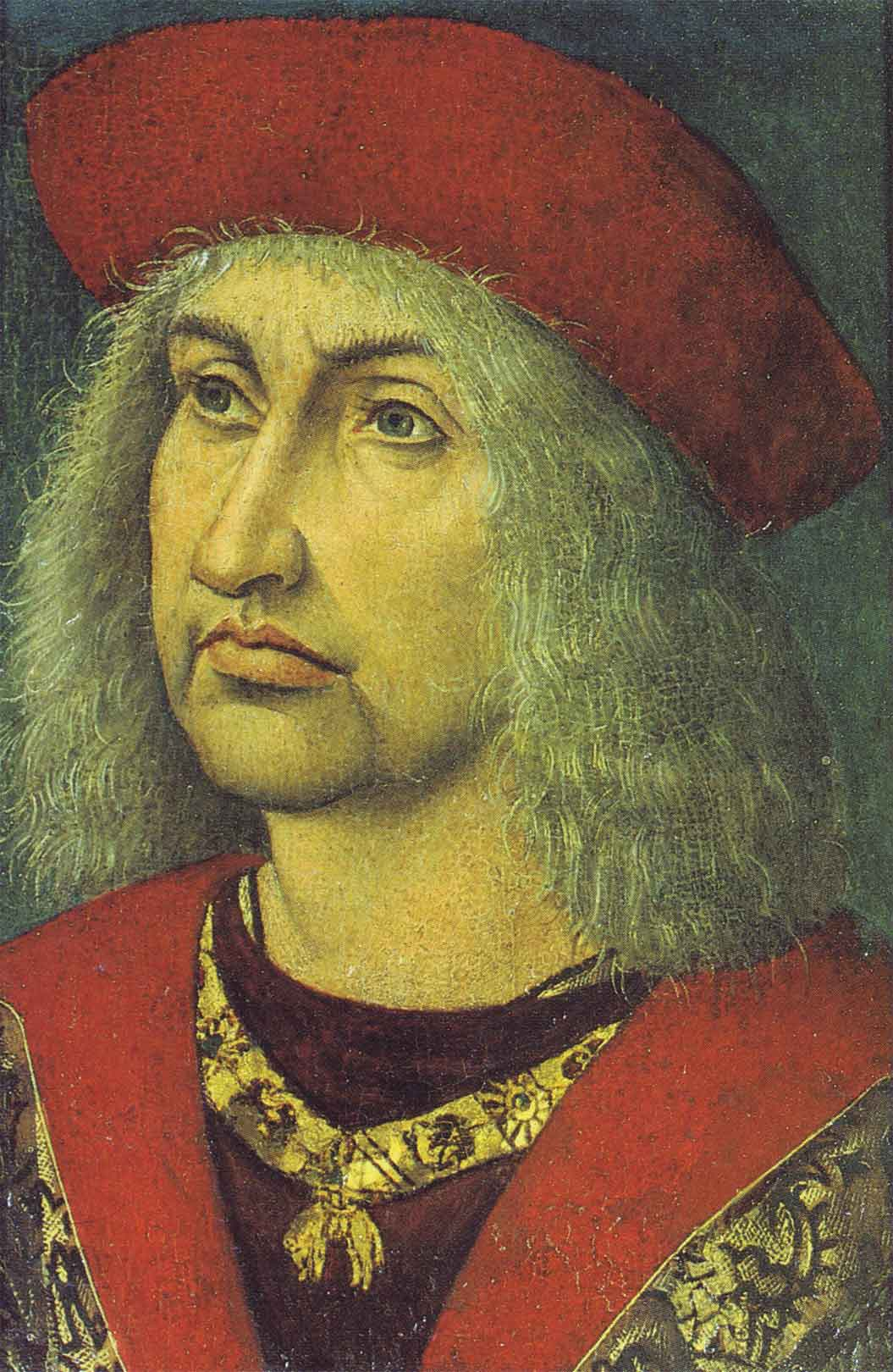
Albrekt III, hertig av Sagan 1472–1500.

- 1472–1500 hertig Albrekt III av Sachsen-Meissen
- 1500–1539 hertig Georg av Sachsen
- 1539–1541 hertig Henrik IV av Sachsen
- 1541–1549 hertig (efter 1547: kurfurst) Moritz av Sachsen

1549 avträtt till böhmiska kronan under Habsburgmonarkin.

### Wallenstein
- 1628–1634 Albrecht von Wallenstein, kejserlig överbefälhavare, även hertig av Friedland och Mecklenburg

När Wallenstein föll i onåd och mördades 1634 blev Sagan indraget till böhmiska kronan och Habsburgmonarkin.

### Lobkowicz
- 1646–1677 furst Václav Eusebius František von Lobkowicz
- 1677–1715 furst Ferdinand August von Lobkowicz
- 1715–1737 furst Philipp Hyazinth von Lobkowicz
- 1737–1739 furst Wenzel Ferdinand Karl von Lobkowicz
- 1739–1784 furst Ferdinand Philipp von Lobkowicz
- 1784–1786 furst Joseph Franz Maximilian von Lobkowicz (död 1816)

Hertigdömet såldes 1786 till Peter von Biron.

### von Biron

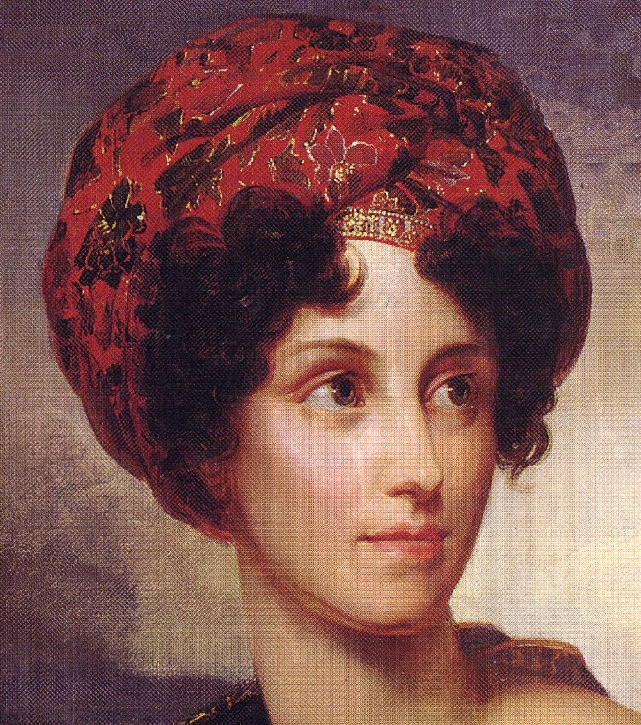
Dorothea von Biron, hertiginna av Sagan 1842–1862.

- 1786–1800 Peter von Biron, hertig av Kurland
- 1800–1839 Wilhelmine von Biron, furstinna av Kurland
- 1839–1842 Pauline von Biron, furstinna av Kurland och Hohenzollern-Hechingen
- 1842–1862 Dorothea von Biron, furstinna av Kurland, g.m. hertig Edmond de Talleyrand-Périgord

### Talleyrand-Périgord
- 1862–1898 Napoléon-Louis de Talleyrand-Périgord
- 1898–1906 Boson de Talleyrand-Périgord
- 1906–1910 Hélie de Talleyrand-Périgord (d. 1937)
- 1910–1929 Howard Maurice de Talleyrand-Périgord
- 1937–2003 Violette de Talleyrand-Périgord